# Lubomir Frczkoski
Lubomir Danaiłow Frczkoski, mac. Љубомир Данаилов Фрчкоски (ur. 2 grudnia 1957 w Skopju) – macedoński prawnik, nauczyciel akademicki i polityk, w latach 1990–1997 minister, kandydat w wyborach prezydenckich w 2009.

## Życiorys
W 1981 ukończył studia prawnicze na Uniwersytecie Świętych Cyryla i Metodego w Skopju. W 1986 uzyskał magisterium na tej samej uczelni. Doktoryzował się w 1989 na Uniwersytecie Lublańskim w zakresie nauk politycznych. W 1984 został nauczycielem akademickim na Uniwersytecie Świętych Cyryla i Metodego w Skopju, w 1997 objął stanowisko profesora prawa międzynarodowego i stosunków międzynarodowych.
Jako polityk związany z Socjaldemokratycznym Związkiem Macedonii. W 1990 został ministrem bez teki. Od 1992 do 1996 sprawował urząd ministra spraw wewnętrznych. Następnie do 1997 pełnił funkcję ministra spraw zagranicznych. Od 2000 do 2001 był dyrektorem wykonawczym fundacji im. Kira Gligorowa. W latach 2000–2004 pełnił funkcję doradcy prezydenta do spraw konstytucyjnych i praw człowieka. Należał do ekspertów biorących udział w opracowywaniu macedońskiej konstytucji z 1991 i późniejszych jej poprawek.
W styczniu 2009 kongres Socjaldemokratycznego Związku Macedonii jednogłośnie wybrał Lubomira Frczkoskiego na kandydata tej partii w wyborach prezydenckich w tym samym roku. W pierwszej turze głosowania z 22 marca zajął drugie miejsce z poparciem 20,5% głosów. W drugiej turze z 5 kwietnia 2009 dostał 37% głosów – pokonał go wówczas Ǵorge Iwanow.